# أحمد رجب شلتوت
أحمد رجب شلتوت (17 أبريل 1962) هو كاتب وروائي مصري ينتمى لمدينة أبو النمرس بمحافظة الجيزة، حاصل على بكالوريوس تجارة من جامعة القاهرة. حصل شلتوت على جوائز أدبية عدة منها جائزة ساقية الصاوي للقصة القصيرة جدا في 2010 وجائزة إحسان عبد القدوس في 2008 عن رواية «حالة شجن»، وفاز مرات عديدة في مسابقات الثقافة الجماهيرية ووزارة الشباب في القصة القصيرة والرواية والمسرحية. أصدر شلتوت العديد من المجموعات القصصية مثل «دم العصفور»، «ساعة قبل النوم» و«فاتحة لصاحب المقام»، بالإضافة إلى أعماله الروائية وفي قصص الأطفال.

## مسيرته
أصدر شلتوت عدة مجموعات قصصية منها العائد إلى فرحانة 1996 والسعار والشذى 1998 ودم العصفور 2002 وساعة قبل النوم 2009. بالإضافة إلى ذلك، أصدر شلتوت رواية حالة شجن وهي الرواية الفائزة بجائزة إحسان عبد القدوس لعام 2008، وكذلك لديه قصص للأطفال بعنوان العش للعصافير.
استغل أحمد رجب شلتوت جائحة كورونا والتباعد الاجتماعي الذي فرضته في الكتابة، وأصدر كتاب «العزلة ليست هي الوحدة»، والذي شارك به في معرض القاهرة الدولي للكتاب. عن رأيه في الوباء قال: «يمثل وباء كورونا الديستوبيا في أنصع تجلياتها، ففجأة وجدت البشرية نفسها في كابوس، طوفان عارم يجرفها باتجاه نهاية تبدو كأنها حتمية، ولا نجاة منه إلا بإحكام العزلة، ويا لها من مفارقة، يمسك الفيروس بتلابيب البشر كلهم في شمال العالم وجنوبه، في شرقه وغربه، يجمعهم في قبضته، وفي نفس الوقت يجبرهم على العزلة، يُلزمهم بأن يحيا كل منهم بمفرده، من دون أن يكون وحيداً، فالعزلة - حتى إن لم تكن خياراً شخصياً - لا تعني الوحدة، إذ الوحدة شعور مؤلم، يعني افتقاد (الونس)، والحاجة إلى شريك، وأنك مقطوع عن الآخرين، أو رافض لهم أو مشغول عنهم، فالوحدة كما يقول أستاذ التاريخ الاجتماعي ديفيد فنسنت في دراسته عن تاريخ العزلة، هي عزلة فاشلة».

## أسلوبه
وفقًًا لعبد الكريم الحجراوي، لا تختلف مجموعة شلتوت «فاتحة لصاحب المقام» في منحاها الإبداعي عن النزعة الرومانسية، حيث «الرؤية المأساوية للعالم، الاهتمام بالطبيعة والاحتفاء بالليل والطيور المحلِّقة والخيول الجامحة كدلالة على نشدان الحرية، إضافة إلى الجنوح بالخيال بقصص ذات طابع صوفي، بخاصة في القسم الثاني من الكتاب المعنون بـ«رؤى»». ويرى أن من خصائص النزعة الرومانسية البارزة في المجموعة عدم الانشغال بالقضايا المجتمعية ككل ولكن بانعكاس هذه القضايا والمشكلات على الأفراد ووصف مشاعر الحزن والألم. يلاحظ الحجراوي أيضًا اتسام مجموعة أحمد رجب شلتوت بتقسيم كل قصة قصيرة إلى مشاهد منفصلة عدة، «ككاميرا سينمائية تتنقل من مشهد إلى آخر لترسم في النهاية لوحة متشابكة توضح صورة المجتمع المصري ككل» على حد تعبيره.

## آراء
يختلف شلتوت مع الرأي القائل إن انحسار ربيع الرواية العربية قادم، ويرى أن الكتابة الروائية العربية تشهد مؤخرًا تحولات في اللغة والخيال والموضوعات والأشكال والرؤى والمواقف، وأنها أصبحت أكثر أشكال التعبير قدرة على تصوير تشظي الذات والمجتمع العربيين، ولاحظ تأثرها الكبير بما مر به المجتمع العربي من منعطفات في العقود الثلاثة الكبيرة.

## الأعمال

### مجموعات قصصية
- "العائد إلى فرحانة 1996[7]
- «السعار والشذى» 1998[8]
- «دم العصفور» 2002[9][10]
- «ساعة قبل النوم» 2009[11]
- «رشفات من النهر»، وكالة الصحافة العربية 2019[12][13]
- «فاتحة لصاحب المقام»، الهيئة المصرية العامة للكتاب.[14]

### روايات
- «حالة شجن».[15]

### أعمال أخرى
- العزلة ليست هي الوحدة، دار وكالة الصحافة العربية – ناشرون، 2021.[3]
- ربيع البنفسج: «قراءة في روايات عربية»، وكالة الصحافة العربية، 2020.[6][16][17]
- فن البحث عن الإنسان «قراءات في الرواية»، وكالة الصحافة العربية، 2019.[18][19]

## الجوائز
- جائزة جريدة الشعب المركز الأول في القصة سنة 1989
- جائزة نادي القصة المركز الأول سنة 1997
- جائزة إحسان عبد القدوس سنة 2008 [14]
- جائزة جمعية الأدباء سنة 2007 [14]
- جائزة ساقية الصاوى للقصة القصيرة جدًا في 2010[14]

## وصلات خارجية
- مقالاته على موقع ميدل إيست أونلاين
- مقالاته في مجلة الكلمة
- مقالاته في جريدة القدس العربي
- مقال له في اليوم الثامن